# Purmerend
Purmerend és un municipi de la província d'Holanda del Nord, al centre-oest dels Països Baixos. L'1 de gener de 2009 tenia 78.846 habitants repartits per una superfície de 24,56 km² (dels quals 0,94 km² corresponen a aigua). Limita al nord amb Beemster i Zeevang, a l'est amb Wormerland, a l'est amb Edam-Volendam i al sud amb Landsmeer i Waterland.

## Centres de població
- Purmer
- Purmerbuurt

## Ajuntament
El consistori està format per 35 regidors:
- PvdA, 9 regidors
- VVD, 6 regidors
- Leefbaar Purmerend, 5 regidors
- SP, 4 regidors
- CDA, 3 regidors
- AOV, 3 regidors
- Standspartij Pumerend, 2 regidors
- GroenLinks 2 regidors
- D66, 1 regidor

## Personatges il·lustres
- Mart Stam, arquitecte.

## Agermanament
- Jihlava